# 오스만 건축
오스만 건축(튀르키예어: Osmanlı mimarisi)은 14세기에서 19세기까지 오스만 제국의 세력하에 발전된 건축 양식을 의미한다. 지금까지의 이슬람 건축보다 논리성이나 기하학적 질서를 중시하는 경향이 있다. 유럽 열강의 간섭을 받게 된 18세기 말, 귀족 계급에 의해 바로크 건축, 로코코 건축의 장식을 도입한 주거 건축이 지어지게 되었다.

## 같이 보기
- 아즈야드 요새